# Meshari
Meshari, česky Misál, je první kniha napsaná v albánštině. Vyšla roku 1555, a to v Itálii. Jde o překlad katolického misálu (liturgických textů). Kniha byla tištěná a měla původně 110 archů, z nichž se dochovalo 94. Autorem překladu byl albánský katolický kněz Gjon Buzuku žijící v Itálii, pravděpodobně v Benátkách. Kniha je napsána v gegském dialektu. Zajímavé je, že Buzuku do albánské abecedy zabudoval pět nových znaků převzatých z cyrilice, aby lépe pokryly zvuky mluvené albánštiny. Ač se neví, jakým způsobem, ale byl patrně napojen na srbo-chorvatský kulturní okruh. Kniha obsahuje, krom překladu, i krátkou osobní poznámku autora. To, co v ní Buzuku o sobě napsal, je jediný zdroj o něm a jeho životě, který má historiografie k dispozici. Kniha byla dlouho ztracena, znovuobjevil ji až arcibiskup ve Skopje Gjon Nikollë Kazazi roku 1740.